# Boss DS-1
Boss DS-1 — це педаль дисторшну для гітари, яка виробляється корпорацією Roland під торговою маркою Boss з 1978 року. Це перша педаль дісторшен створена Boss. Також ця педаль стала доволі популятною для модифікіцій, багато компаній роблять свої модифікації, та свої педалі основуючись на классичній схемі DS-1.
Наступником DS-1 можна вважати DS-2 "Turbo Distortion", який випустили у 1987-му році, він доволі схожий до DS-1, але він має додатковий режим "турбо", який створює більш різкий тон середніх частот.

## Історія
1978-й рік було запущено серійне виробництво педалі в Японії.
Упродовж 1989-1990 років виробництво педалі було перенесено у Тайвань.
У лютому 1998-го року в честь святкування 6 мільйонів створених педалей було випущено маленьку кількість лімітованих педалей у золотому кольорі. Створені як подарунки для дистриб’юторів у Північній Америці та Європі, кожен був представлений у спеціальному кейсі з блискучим золотистим корпусом та спеціальними маркуваннями, що відзначають цю віху. Ці педалі DS-1 є найрідкіснішими з педалей BOSS. Замість надпису "output" педаль має дату "Feb 1998", а замість "input" надпис "Oct 1997". Тираж складав 50 штук.
У 2007-му році була випущена обмежена серія в звичайному оранжевому кольорі, з накладкою "10 мільйонів педалей" замість звичайної чорної резинової накладки. Тиаж можливо складав теж 50 штук.
З 2016-го року за для підтримки тієї самої ціни Boss перенесли виробництво у Малайзію.

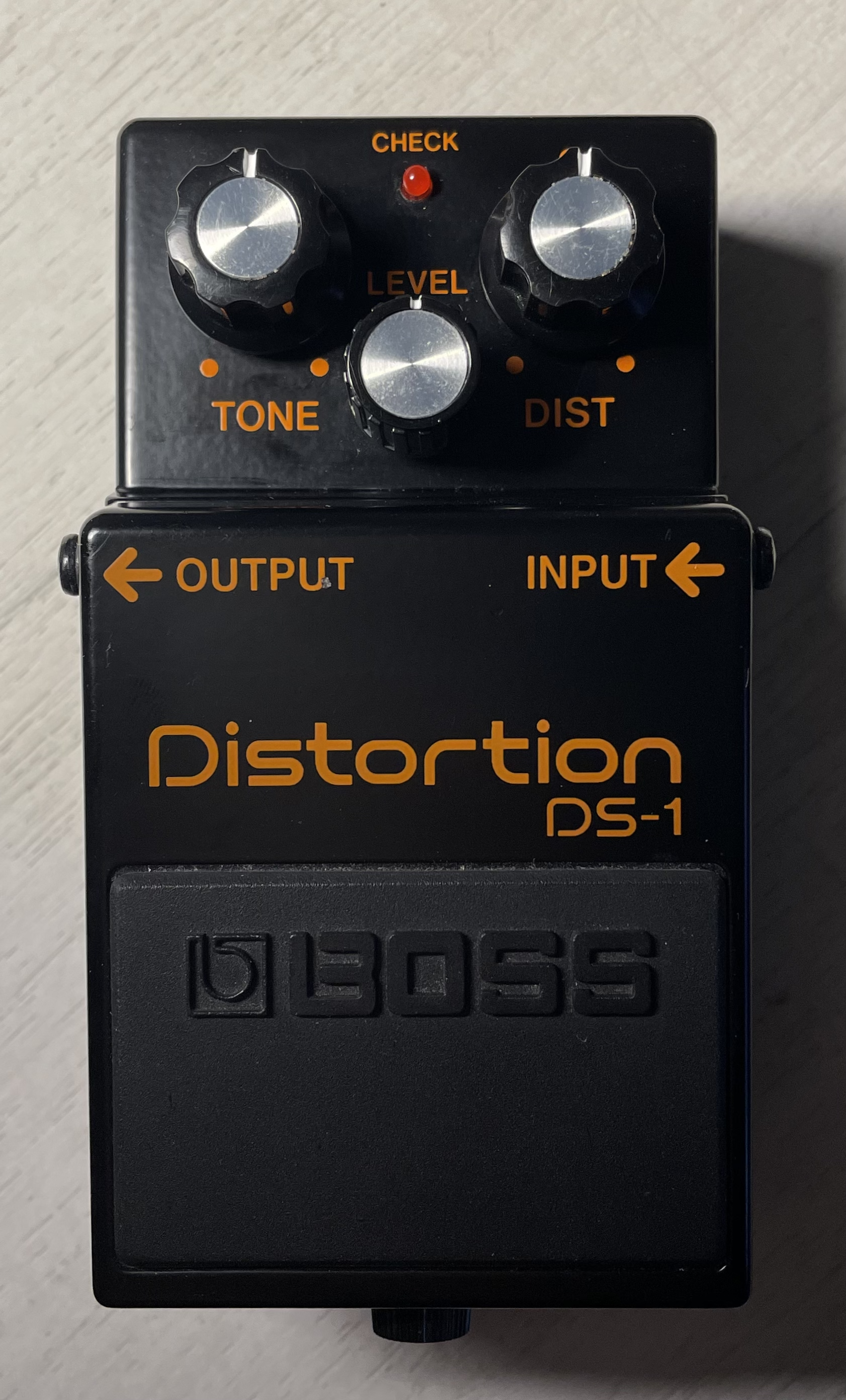
Boss DS-1 BK, Лімітована версія педалі тираж 3000 штук.

2016-му році була випущена DS-1 BK, педаль продавалась ексклюзивно у мережі магазинів Guitar Center, та тираж складав всього 3000 штук. Педаль має чорний корпус, та оранжеві надписи. Гвинт який кріпить відсік батареї пластиковий чорний, а ковпачки потенціометрів срібні.

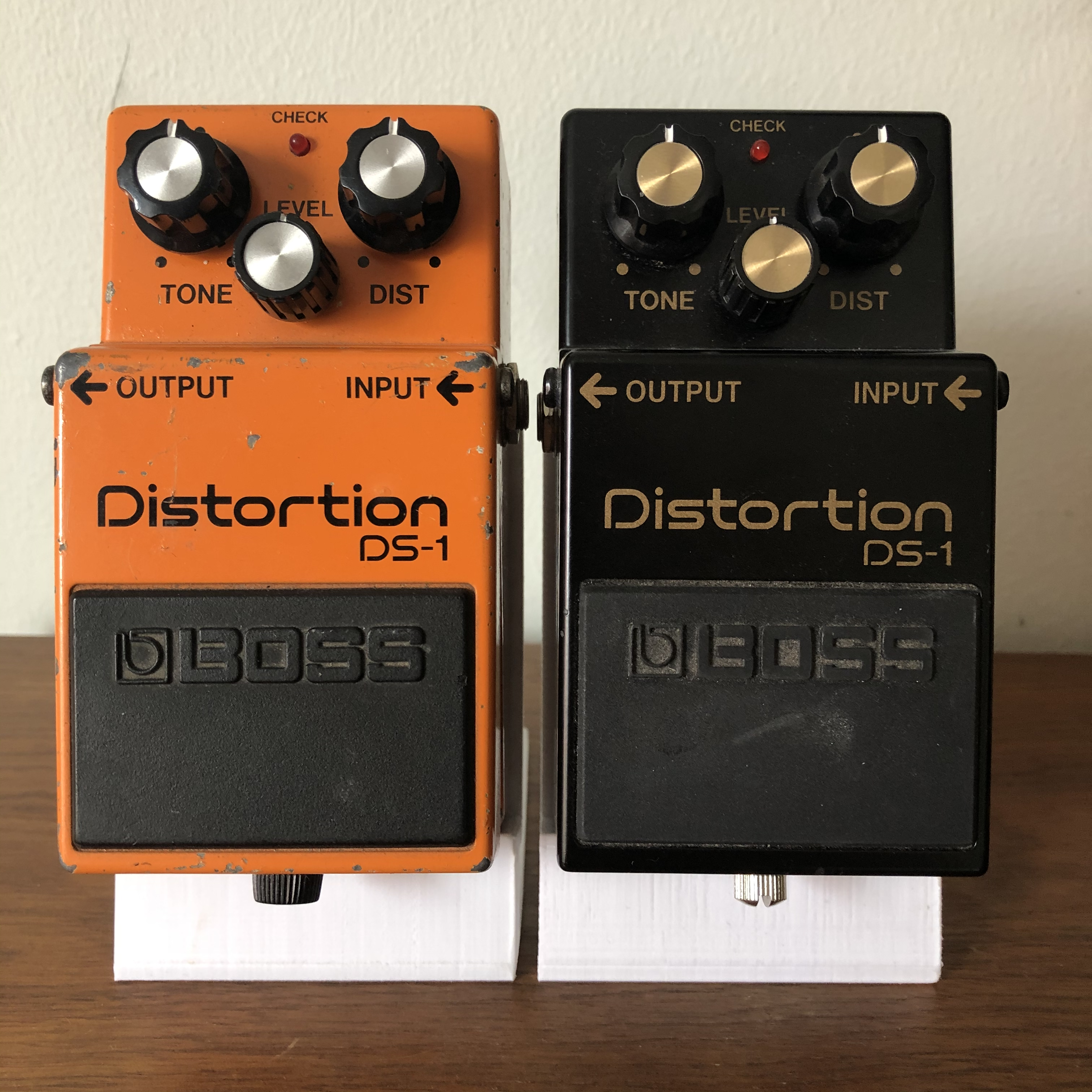
Boss DS-1 та його лімітований варіант DS-1-4A

18 січня 2017 року компанія Boss випустила обмежену серію чорної моделі DS-1-4A до 40-ї річниці. В цілому вона схожа на DS-1 BK, але надписи на ній золоті, та вона має залізний гвинт, як на вінтажних перших педалях Boss. Ковпачки потенціометрів золоті. Тираж цієї педалі набагато вищій в порівнянні з DS-1 BK.
Також у 2017-му у The House Of Vans в Лондоні, було представлено 10 педалей DS-1-4A з унікальним лазерним гравіюванням на кожній з 10 педалей. Всі разом вони могли скластись в єдину картинку електронної схеми Boss DS-1.
У 2023-му році Boss створили Waza Craft версію педалі що пропонує гітарістам класичний звук DS-1 покращений завдяки використанню найкращі компонентів. А також додатково перемикач "standart/custom", що змінює тон звуку. Кастом мож дає більш насичений дісторшен сфокусований на середніх частотах.
У 2023-му році була випущена в кольорі оранжевий металік DS-1-B50A версія педалі тиражем у 7000 екземплярів, в серії Boss 50th Anniversary. Ця серія була зроблена на честь 50 річчя компанії Boss.

## Конструкція
Ця педаль представляє з себе аналоговий тип ефекту. З початку виробництва плати випускались за технологією наскрізного монтажу.
У педалі реалізовано буфер, який підсилює гітарний сигнал.
Протягом усіх років виробництва деякі компоненти замінювались іншими. Та вцілому вся електрона схема змінювалась багато разів, тому існує багато варіацій цієї педалі. Хоча загалом вони всі видають приблизно однаковий тон який було створено у 1978-му році.
У 2016-му році педалі які почали вироблятись у Малайзії почали вироблятись за технологією поверхневого монтажу SMT. Але у 2016-му та 2017-му році при випуску чорних ювілейних версій DS-1 BK та DS-1-4A використовувалась стара технологія наскрізного монтажу.
У 2024-му році була випущена обмежена серія білих педалей з чорними надписами, та срібним гвинтом. Кількість тиражу педалі невідома.

## Версії
| Код моделі   | Деталі                                                                                 | Країна                    | Рік         | Тираж                  |
| ------------ | -------------------------------------------------------------------------------------- | ------------------------- | ----------- | ---------------------- |
| DS-1         | Звичайна версія.                                                                       | Японія, Тайвань, Малайзія | 1978 -      | Необмежений            |
| DS-1 Gold 6m | Педаль в дуже обмеженій кількості, сама рідкісна варіація DS-1 в позолоченому корпусі. | Тайвань                   | 1998 - 1998 | 50                     |
| DS-1 10m     | Педаль в звичайному оранжевому корпусі, з накладкою "10 мільйонів педалей".            | Тайвань                   | 2007 - 2007 | Можливо 50             |
| DS-1 BK      | Лімітована педаль чорного кольору для Guitar Center.                                   | Тайвань                   | 2016 - 2016 | 3000                   |
| DS-1-4A      | Лімітована версія чорного кольору, до 40 річчя випуску педалі.                         | Тайвань                   | 2017 - 2017 | Обмежений але невідомо |
| DS-1W        | Waza Craft версія.                                                                     | Японія                    | 2023 -      | Необмежений            |
| DS-1-B50A    | Лімітована педаль кольору металік.                                                     | Малайзія                  | 2023 - 2023 | 7000                   |
| DS-1-WH      | White Limited Edition                                                                  | Малайзія                  | 2024 - 2024 | Обмежений але невідомо |

## Відомі гітаристи
Ця педаль дісторшен вже стала "класичним" ефектом, яким використовують багато відомих гітаристів.
- Брюс Кулик
- Чак Шульдінер
- Дейв Наварро
- Гері Мур
- Джордж Лінч
- Джо Сатріані[15]
- Джон Фрушанте
- Курт Кобейн[16][17]
- Майк Штерн[18]
- Ола Енглунд
- Пітер Стіл
- Стів Ротері
- Стів Вай

У 2020-му році на аукціоні "Julien's Auctions", продали педаль DS-1 яку використовував а потім розбив Курт Кобейн. Ціна склала 9 тисяч доларів. За даними аукціонного дому, педаль використовувалася Кобейном на сцені в клубі Babyhead у Провіденсі, штат Род-Айленд, 25 вересня 1991 року під час туру Nevermind.
Пізніше, у 2022-му році з аукціону "Julien's Auctions", була продана одна з педалей DS-1 яку використовував Курт Кобейн. Ціна педалі досягла позначки 75 тисяч доларів, що зробило цю педаль самою дорогою педаллю в історії.